# Faute flagrante
Pour les articles homonymes, voir Faute.
Au basket-ball, un joueur commet une faute antisportive lorsqu'il viole de manière volontaire et avec un engagement physique exagéré certaines règles. Une faute flagrante est un contact, dont on estime qu'il met en danger l'intégrité physique de l'adversaire. C'est une faute anti-sportive et/ou intentionnelle et/ou non nécessaire ou bien encore par contact excessif.
Du fait de la gravité de ce type de faute, on donne deux lancers francs et la possession de la balle à l'équipe victime de la faute. À la seconde faute flagrante du même joueur, il est expulsé de la rencontre.
Le terme faute flagrante est en vigueur en NBA (flagrant foul), la FIBA utilise quant à elle faute antisportive.